# St-Pierre (Yzeure)

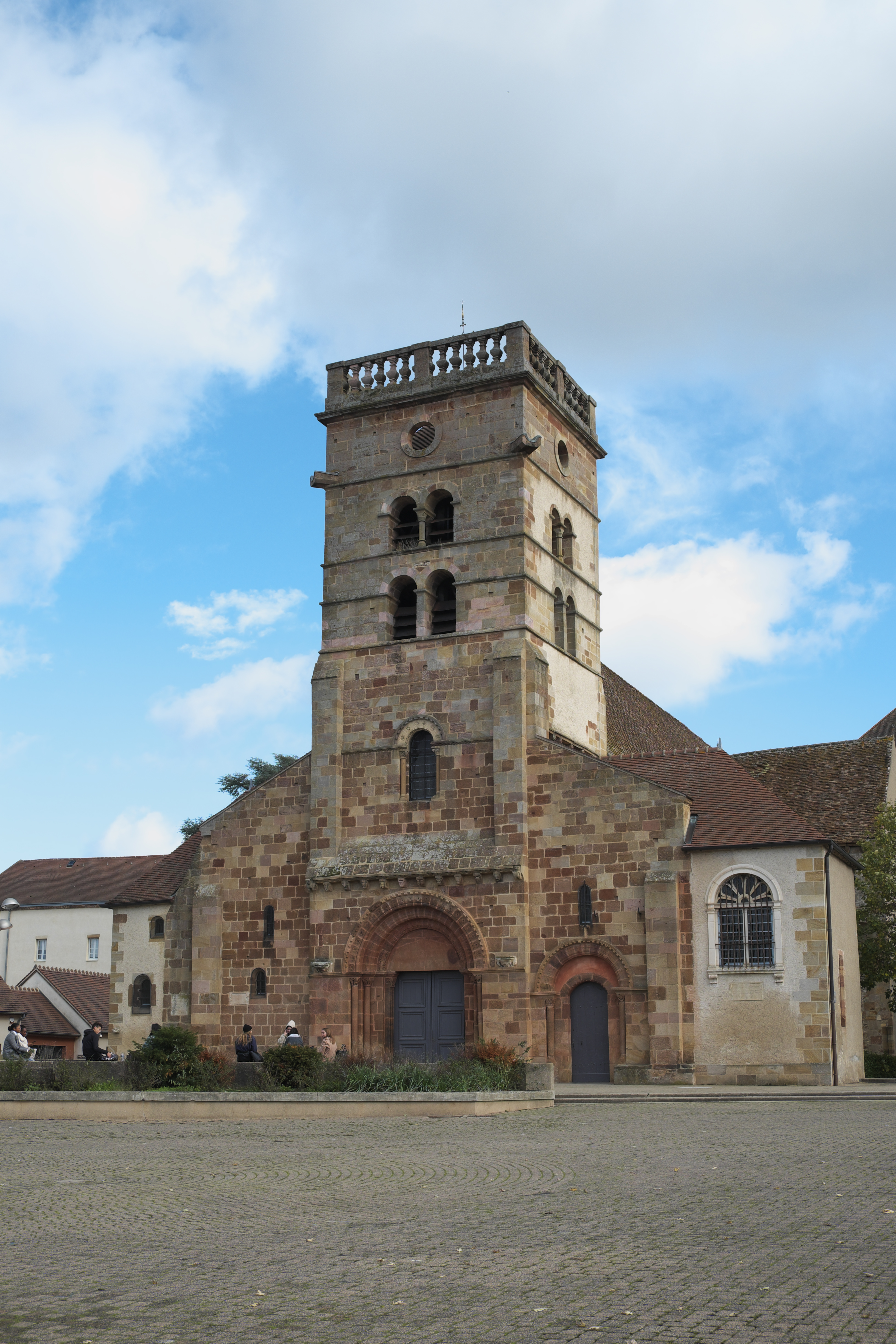
Pfarrkirche Saint-Pierre

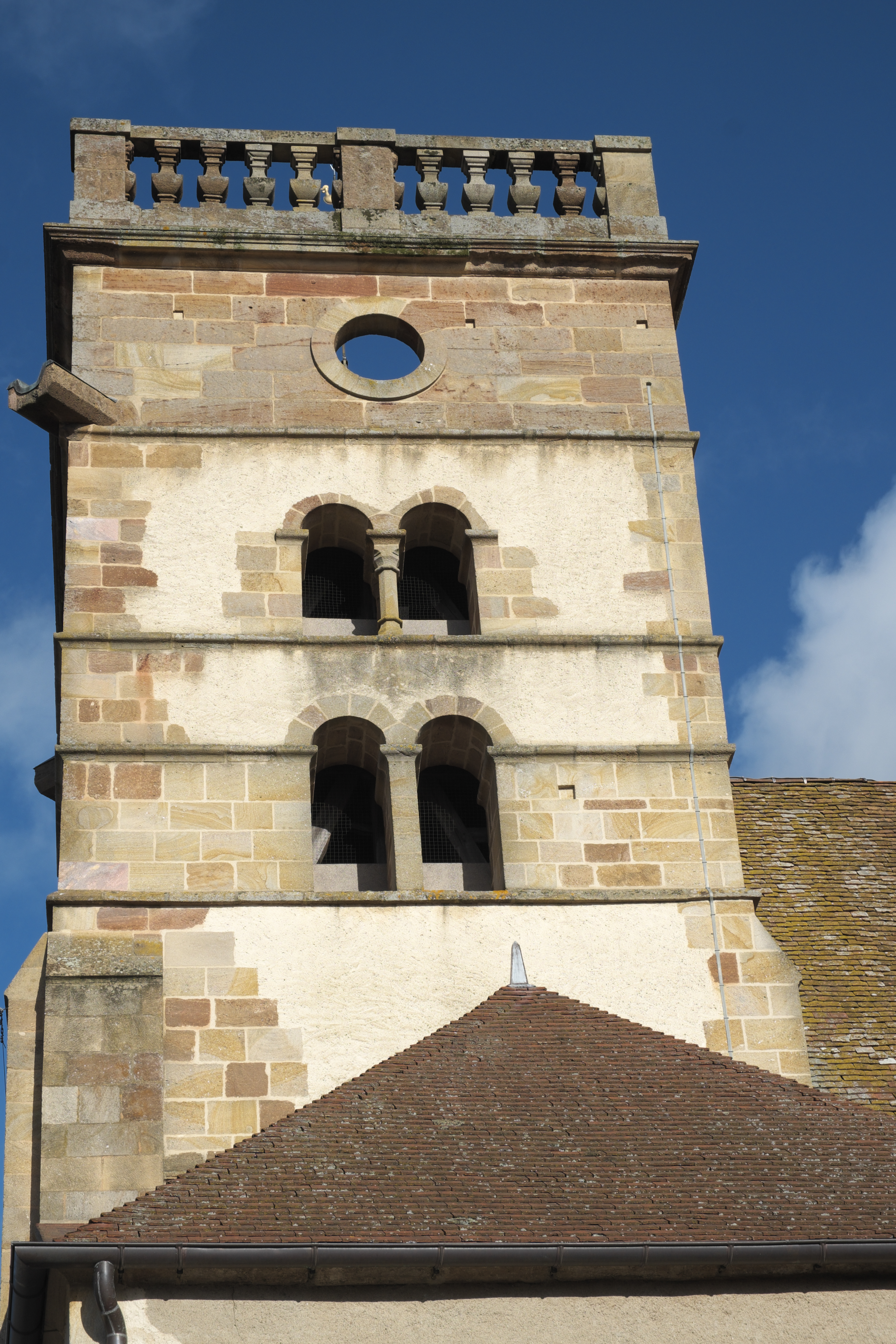
Glockenturm

Die katholische Pfarrkirche Saint-Pierre in Yzeure, einer Gemeinde im Département Allier in der französischen Region Auvergne-Rhône-Alpes, wurde in der Mitte des 12. Jahrhunderts an der Stelle einer im 9. Jahrhundert gegründeten Kapelle errichtet. In der Krypta sind Wandmalereien aus dem 15. Jahrhundert erhalten. Im Jahr 1914 wurde die Kirche als Monument historique in die Liste der Baudenkmäler (Base Mérimée) in Frankreich aufgenommen.

## Geschichte
Als Vorläufer der heutigen Kirche gilt eine Kapelle, die im Jahr 850 gegründet wurde und die zur Diözese Autun gehörte. Sie wurde 883 oder 886 zur Kirche erhoben und dem Apostel Petrus geweiht. Die heutige Kirche wurde – unter Einbeziehung des im 11. Jahrhundert errichteten Querhauses – in der ersten Hälfte des 12. Jahrhunderts erbaut. Im Jahr 1150 wurde die Kirche der Benediktinerabtei in Saint-Menoux unterstellt und diente ab diesem Zeitpunkt sowohl als Priorats- wie auch als Pfarrkirche.
Im 15. Jahrhundert wurde der Chor umgebaut, an seiner Nordseite, an der Stelle des ursprünglichen romanischen Seitenschiffs und seiner Apsidiole, wurde eine zweijochige Kapelle errichtet, die Chapelle de la Sainte Vierge (Marienkapelle). Im 15. und im 16. Jahrhundert fügte man an das nördliche Langhaus die Seitenkapellen und an das südliche Langhaus die Taufkapelle an. Im frühen 17. Jahrhundert wurde über dem ersten Langhausjoch der Glockenturm aufgebaut, der sich ursprünglich über der Vierung erhob.

## Architektur

### Portalfassade und Glockenturm

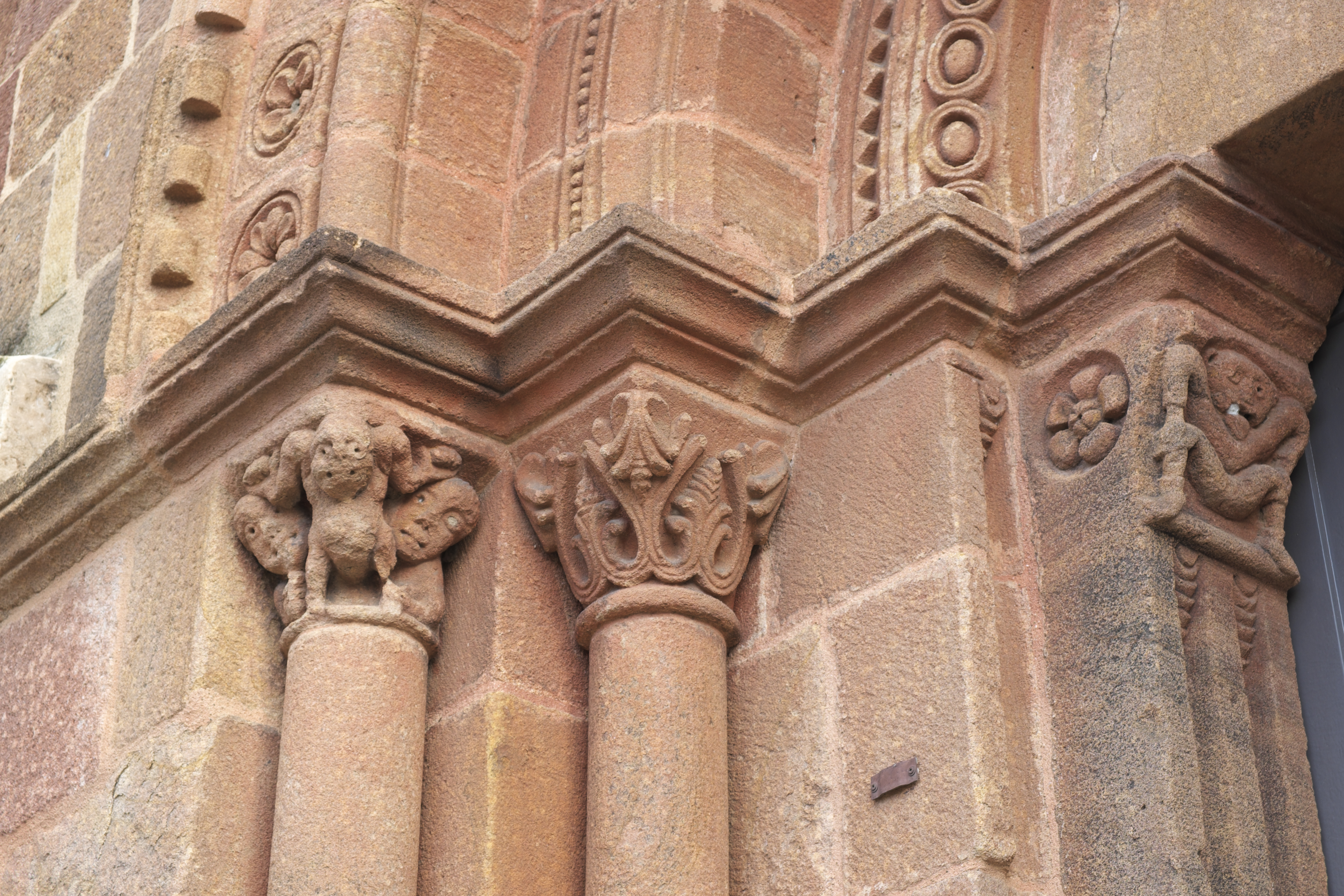
Kapitelle am Hauptportal

Die Westfassade stammt noch aus romanischer Zeit. Das Hauptportal ist in einen schmalen, mit einem steinernen Pultdach gedeckten Wandvorsprung eingeschnitten, unter dem ein Gesims von mit Köpfen skulptierten Kragsteinen verläuft. Das Portal wird von rundbogigen Archivolten und Säulen mit Kapitellen gerahmt, die mit Vögeln, menschlichen Köpfen und pflanzlichen Motiven verziert sind. Rechts vom Hauptportal öffnet sich ein kleineres, ebenfalls von Archivolten gerahmtes Portal. Neben den Portalen sind drei Epitaphien aus dem 16. und 17. Jahrhundert in die Wand eingelassen.
Der quadratische Glockenturm wird auf zwei Stockwerken von Zwillingsfenstern durchbrochen und von einer Balustrade bekrönt. Sein heutiges Aussehen stammt aus der Zeit der Restaurierung nach einem Blitzeinschlag im Jahr 1770. 

### Innenraum

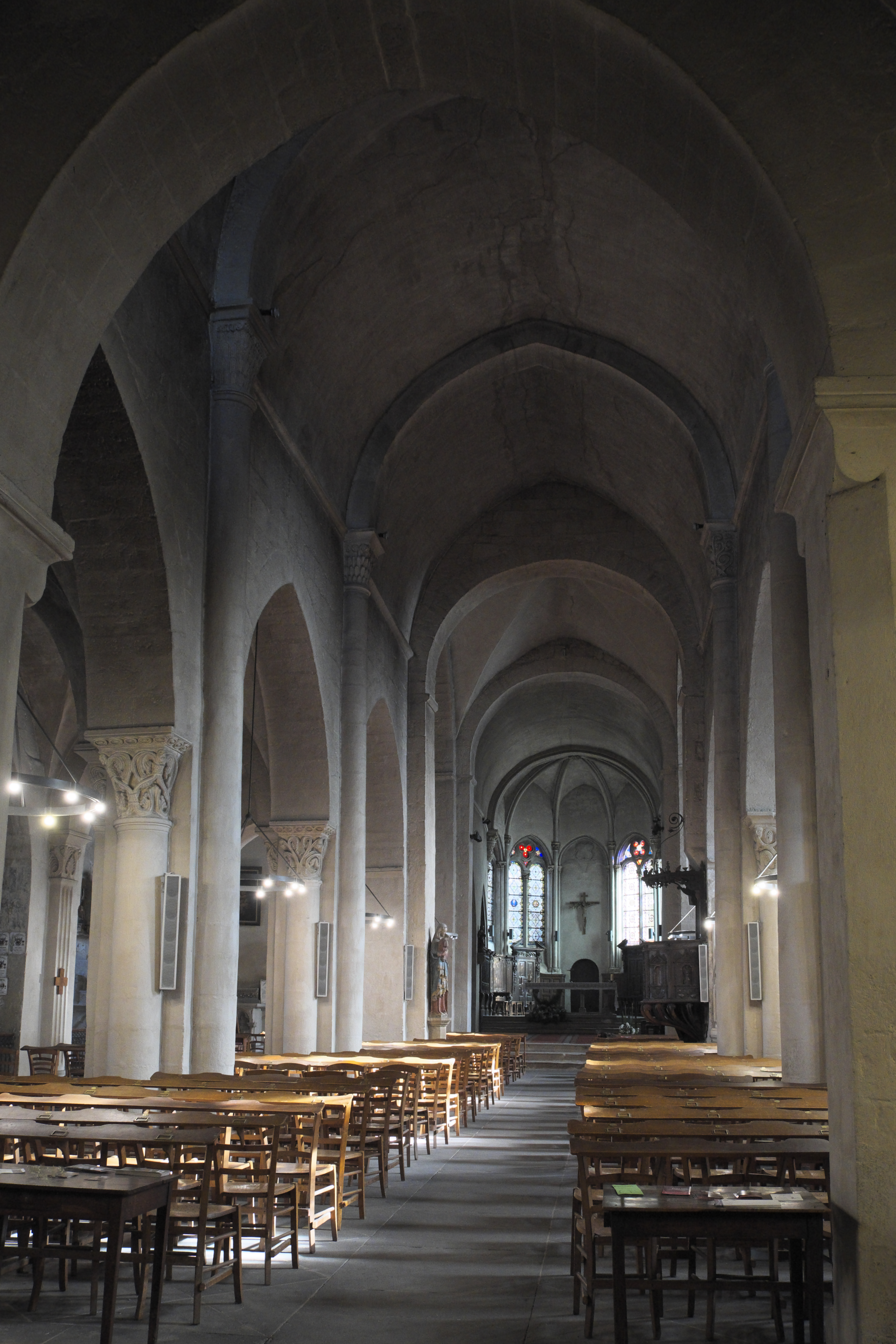
Innenraum

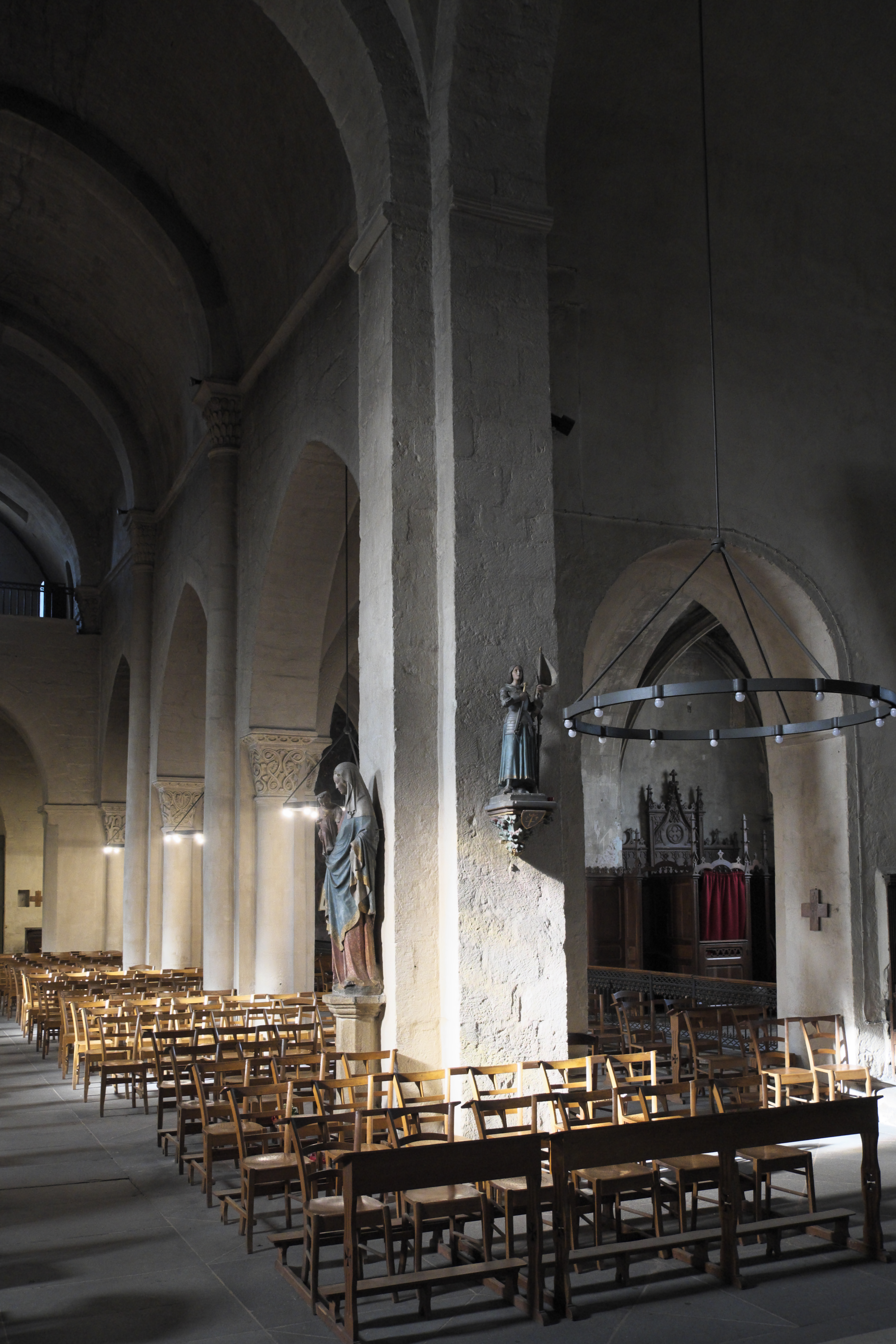
Innenraum

Das dreischiffige Langhaus ist in vier Joche gegliedert. Das Hauptschiff wird  von einer durch Gurtbögen verstärkten Spitztonne überwölbt. Die Seitenschiffe und die Vierung besitzen Kreuzgratgewölbe, das Chorjoch und die beiden Querhausarme werden von Tonnengewölben und die Apsis von einem Kreuzrippengewölbe gedeckt. Die Gurtbögen des Hauptschiffs werden von Halbsäulen aufgefangen, die Gurtbögen der Seitenschiffe von Pilastern. Die spitzbogigen Mittelschiffarkaden ruhen auf Pfeilern mit Säulenvorlagen, deren Kapitelle – wie die der Halbsäulen und Pilaster – noch aus dem romanischen Kirchenbau des 12. Jahrhunderts stammen. 

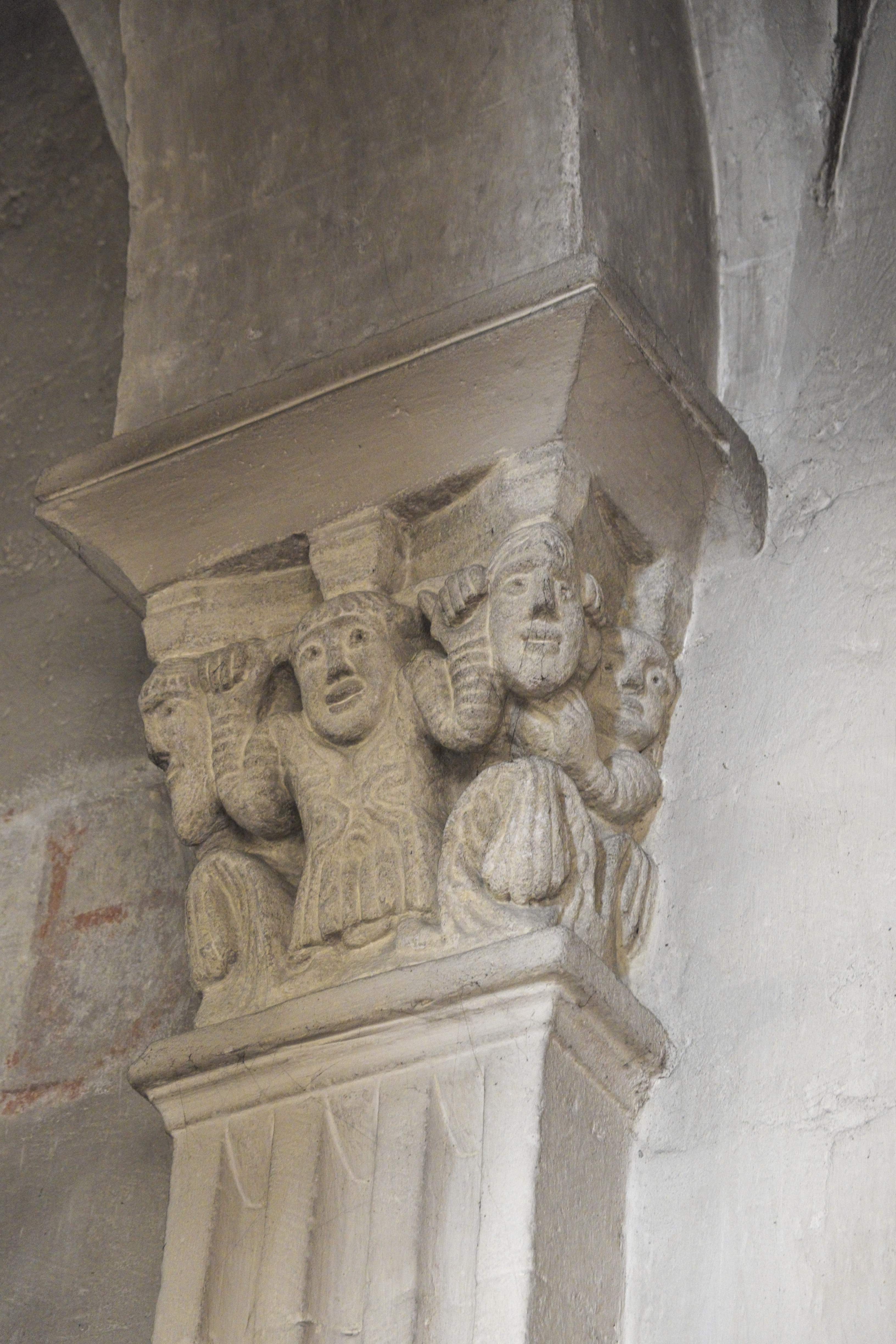
Kapitell
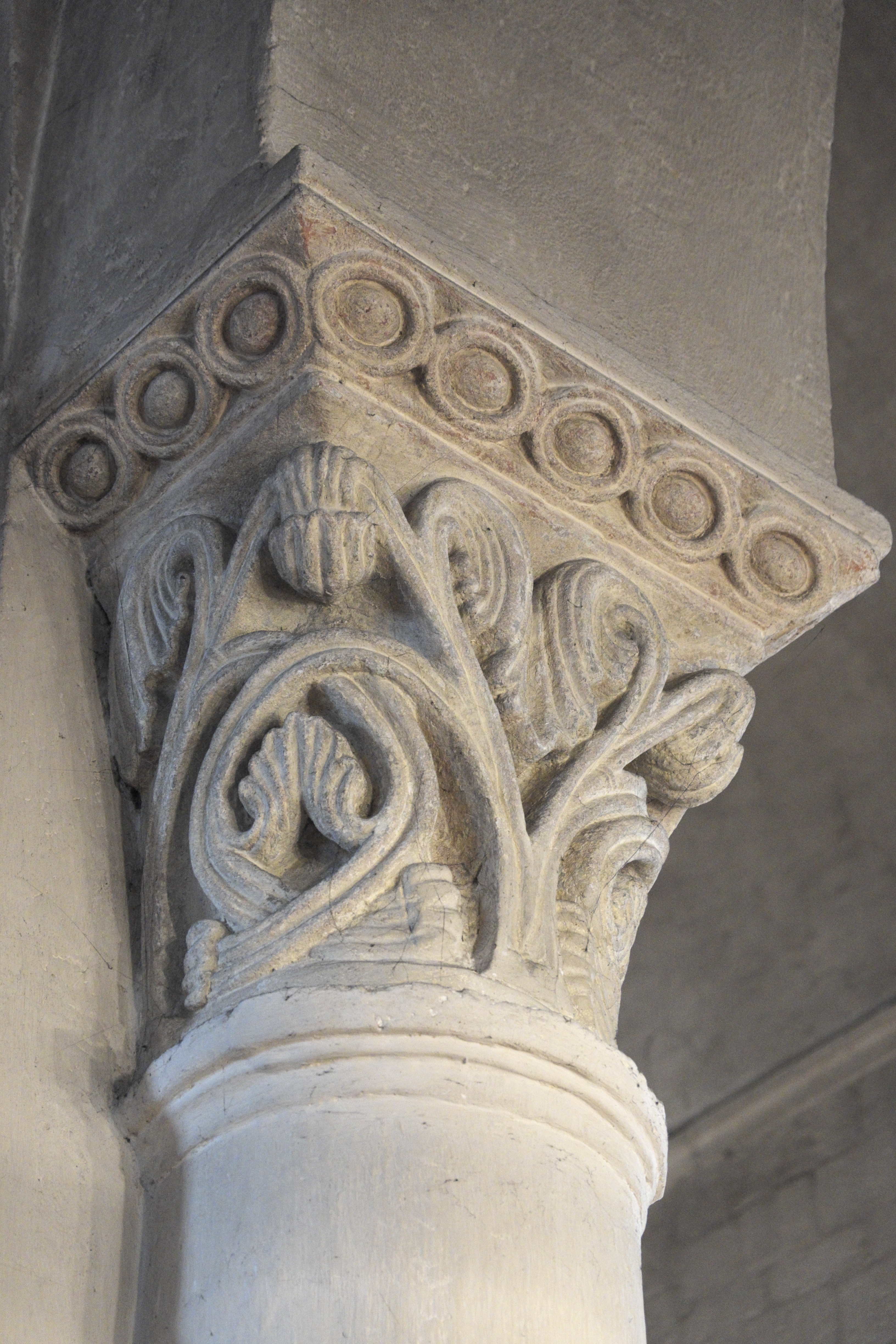
Kapitell
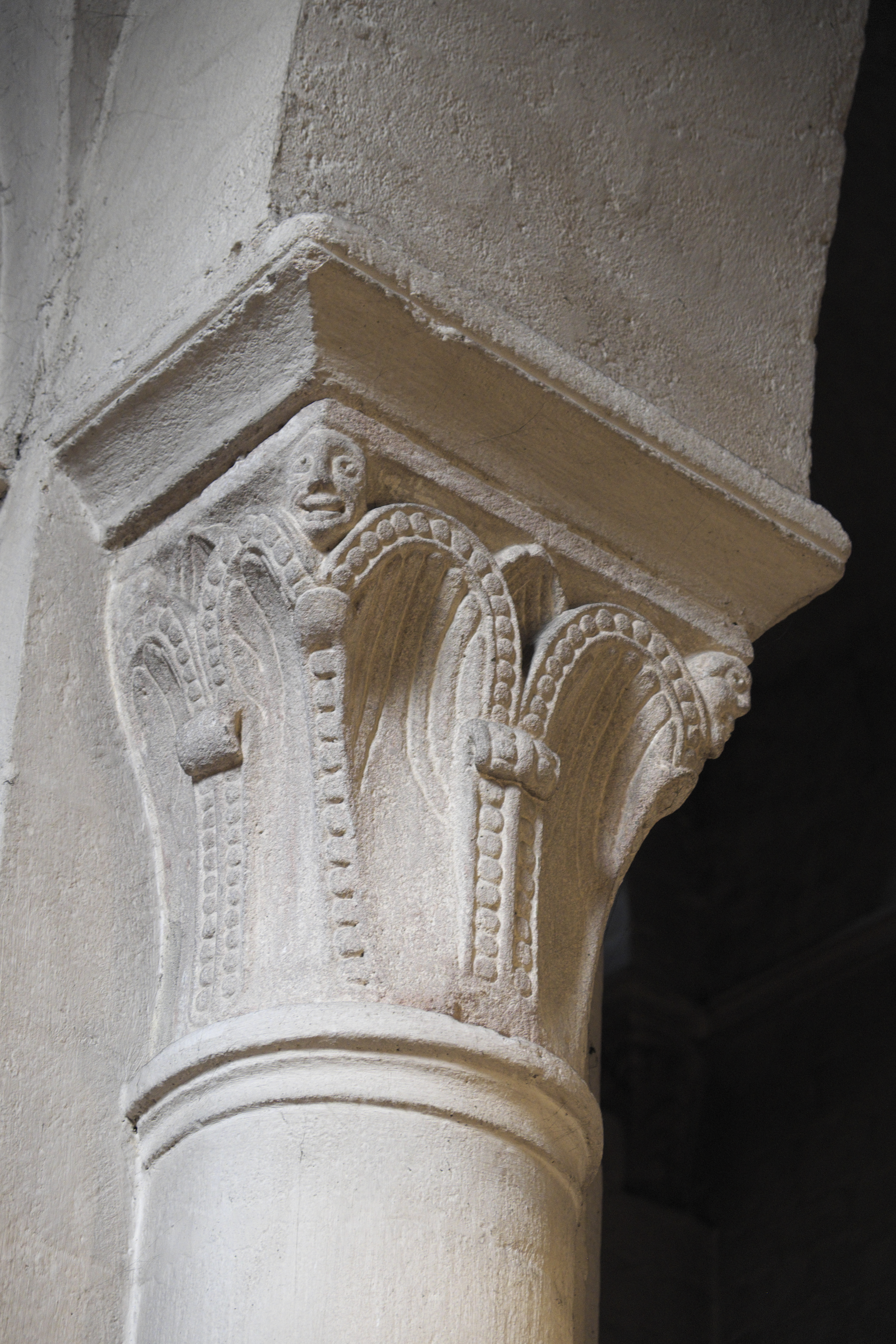
Kapitell
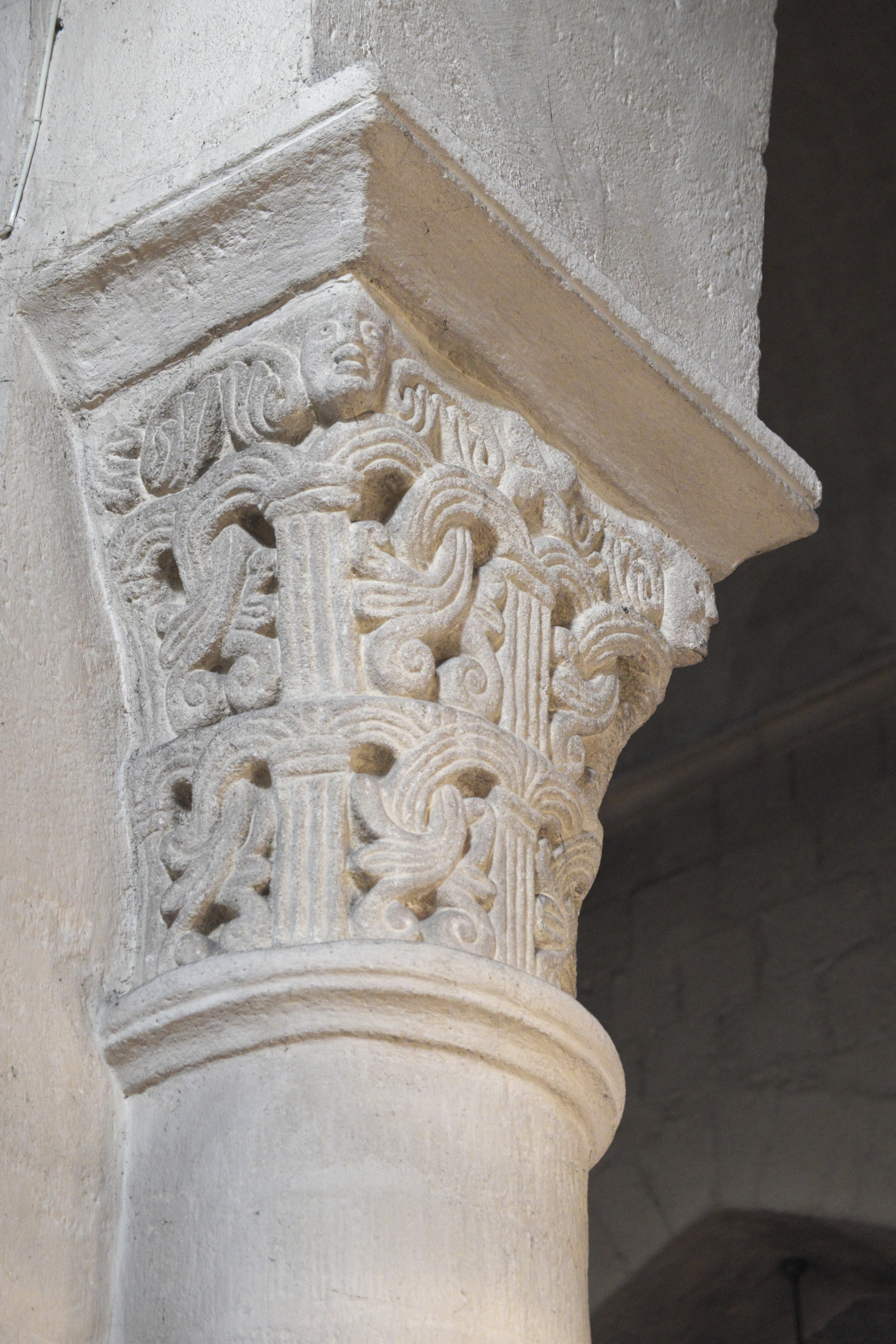
Kapitell
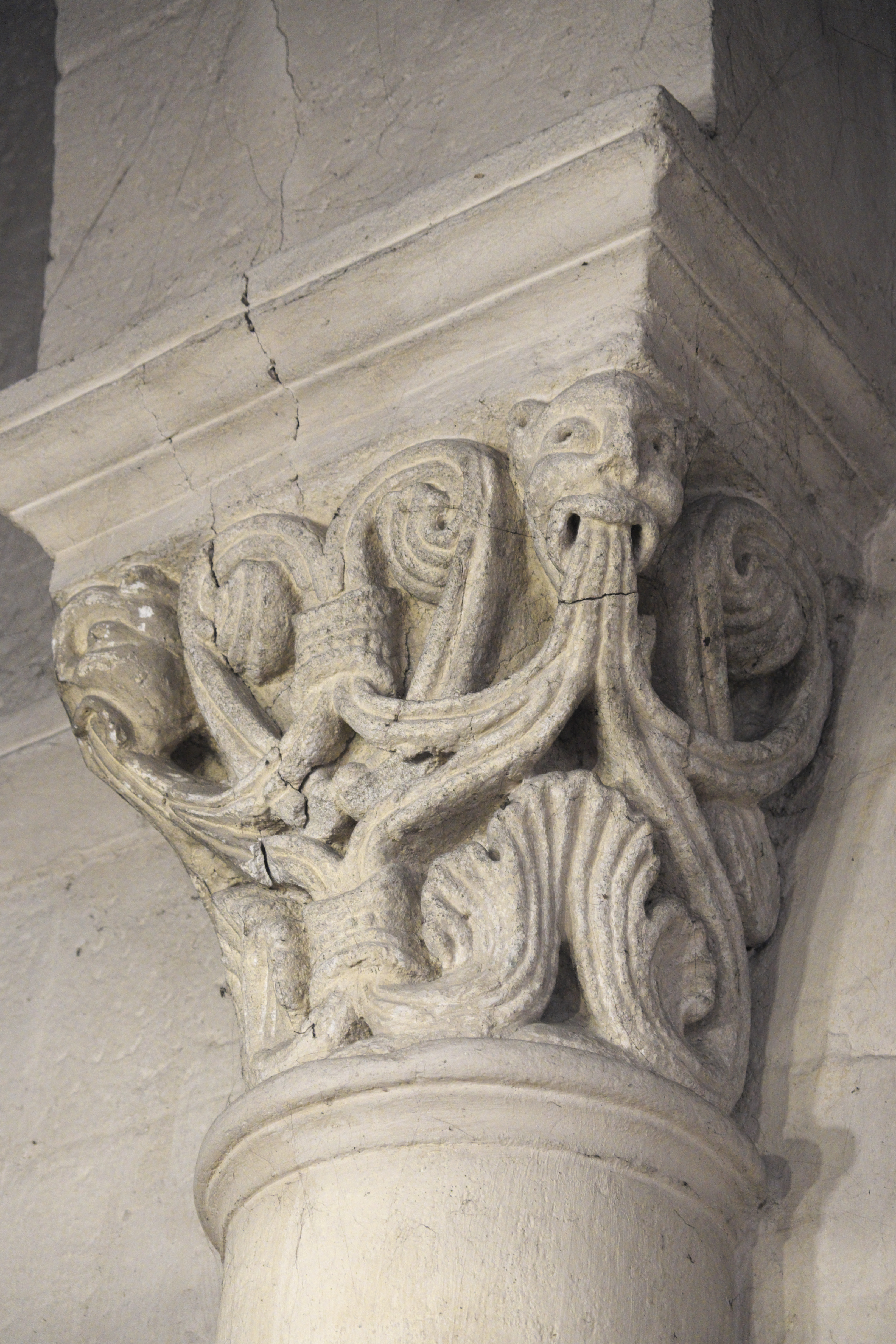
Kapitell

In der mit einem Kreuzrippengewölbe gedeckten gotischen Marienkapelle ruhen die Rippen des Gewölbes auf Konsolen, die mit den Symbolen der vier Evangelisten skulptiert sind.

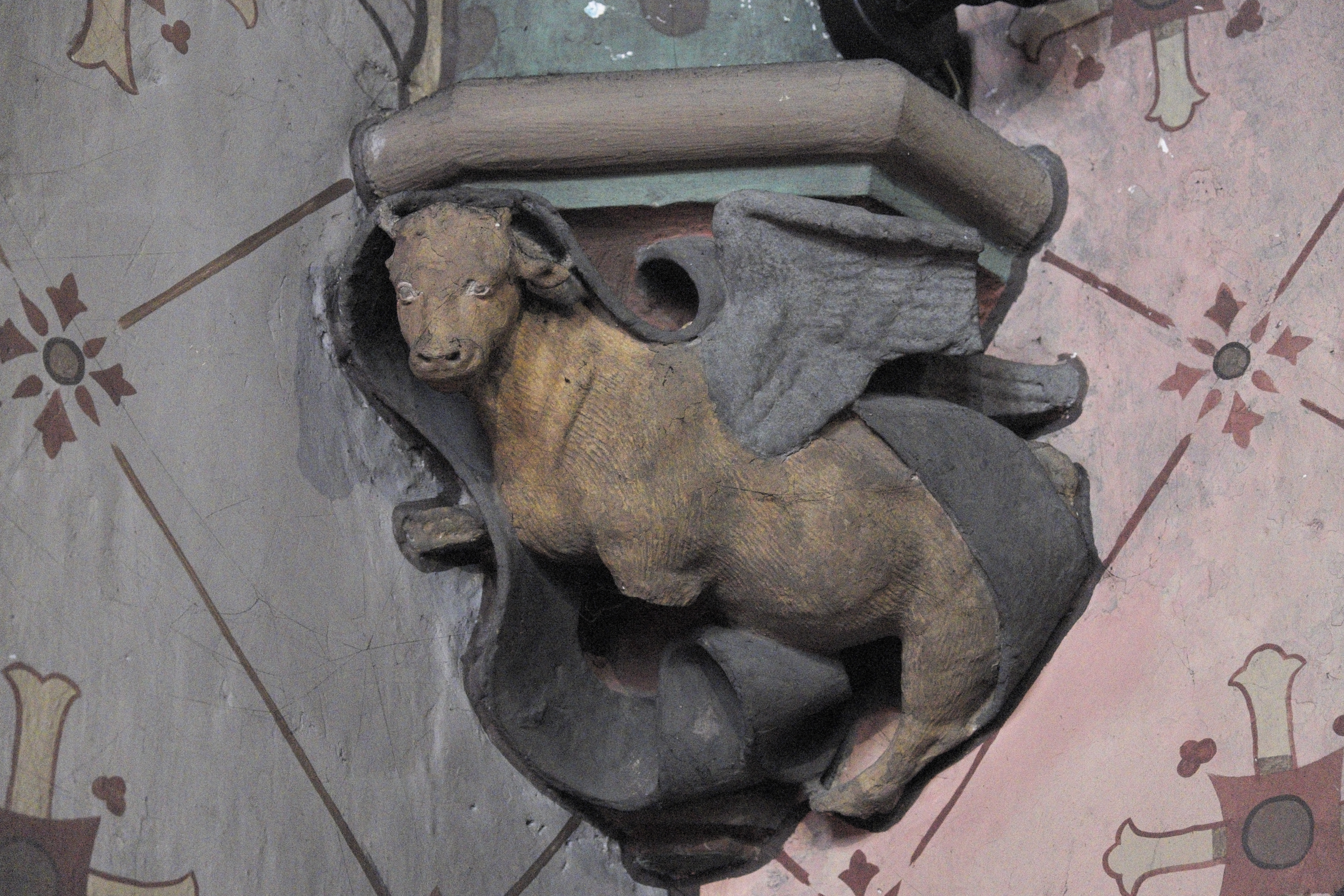
Stier, Symbol des Evangelisten Lukas
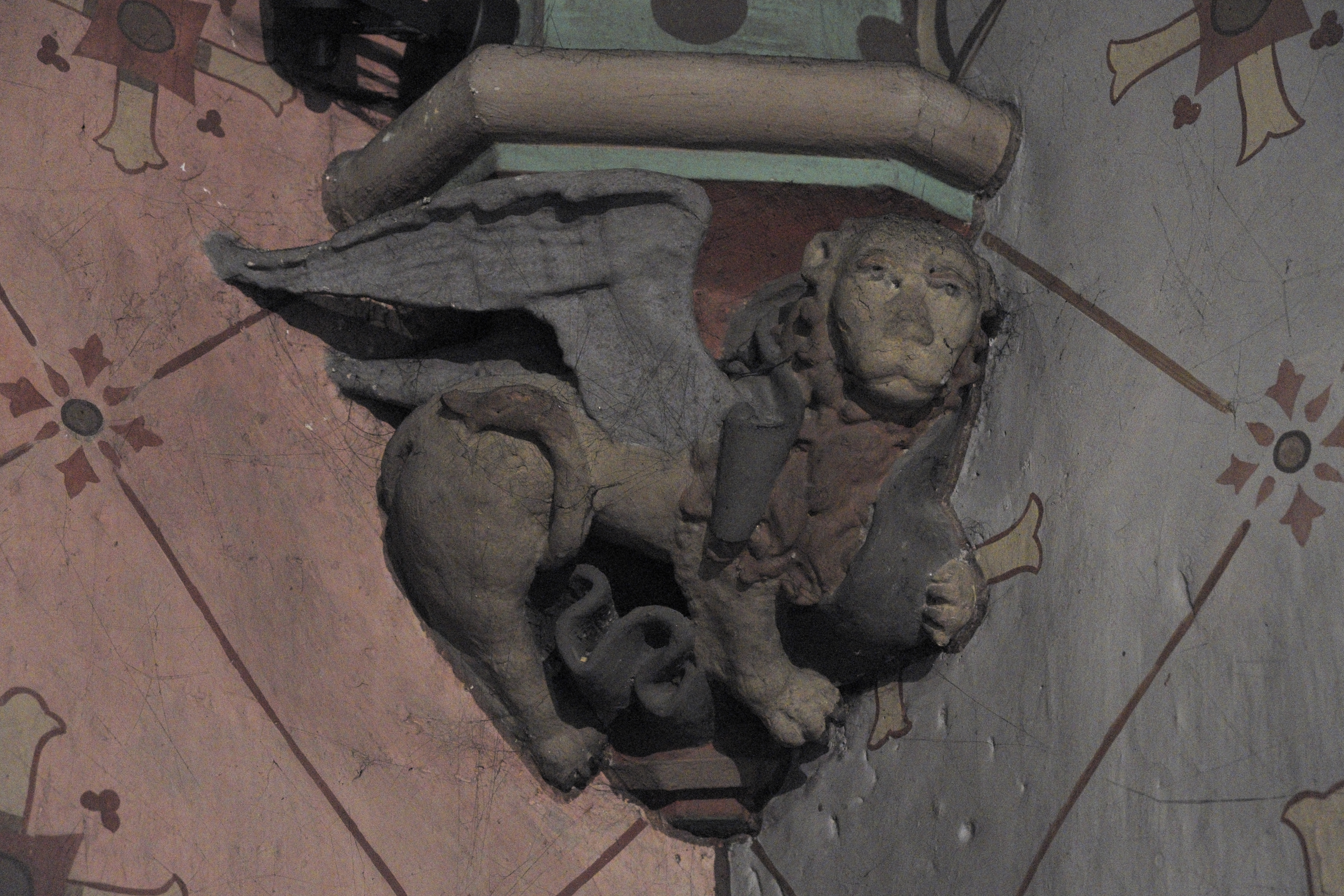
Löwe, Symbol des Evangelisten Markus
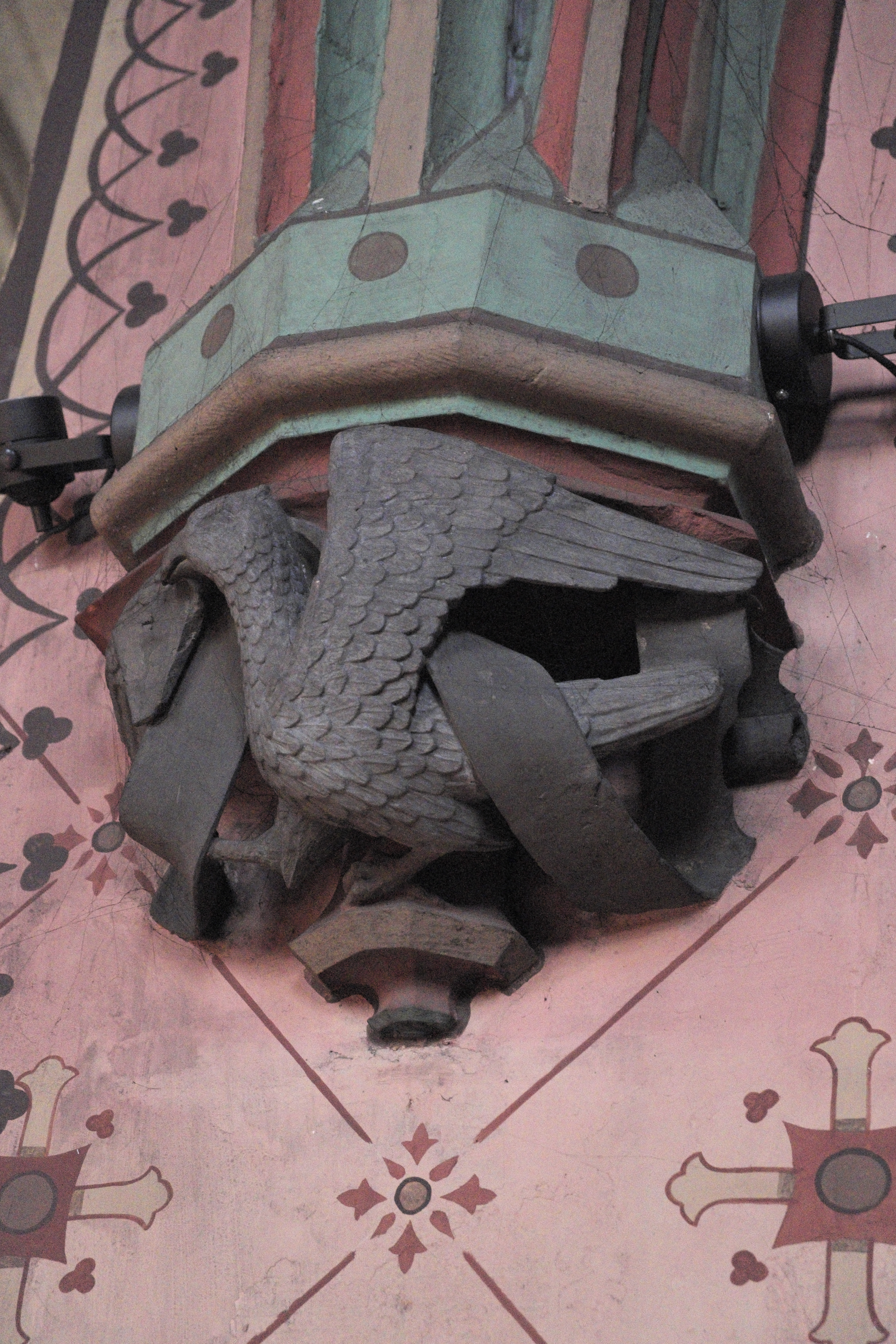
Adler, Symbol des Evangelisten Johannes
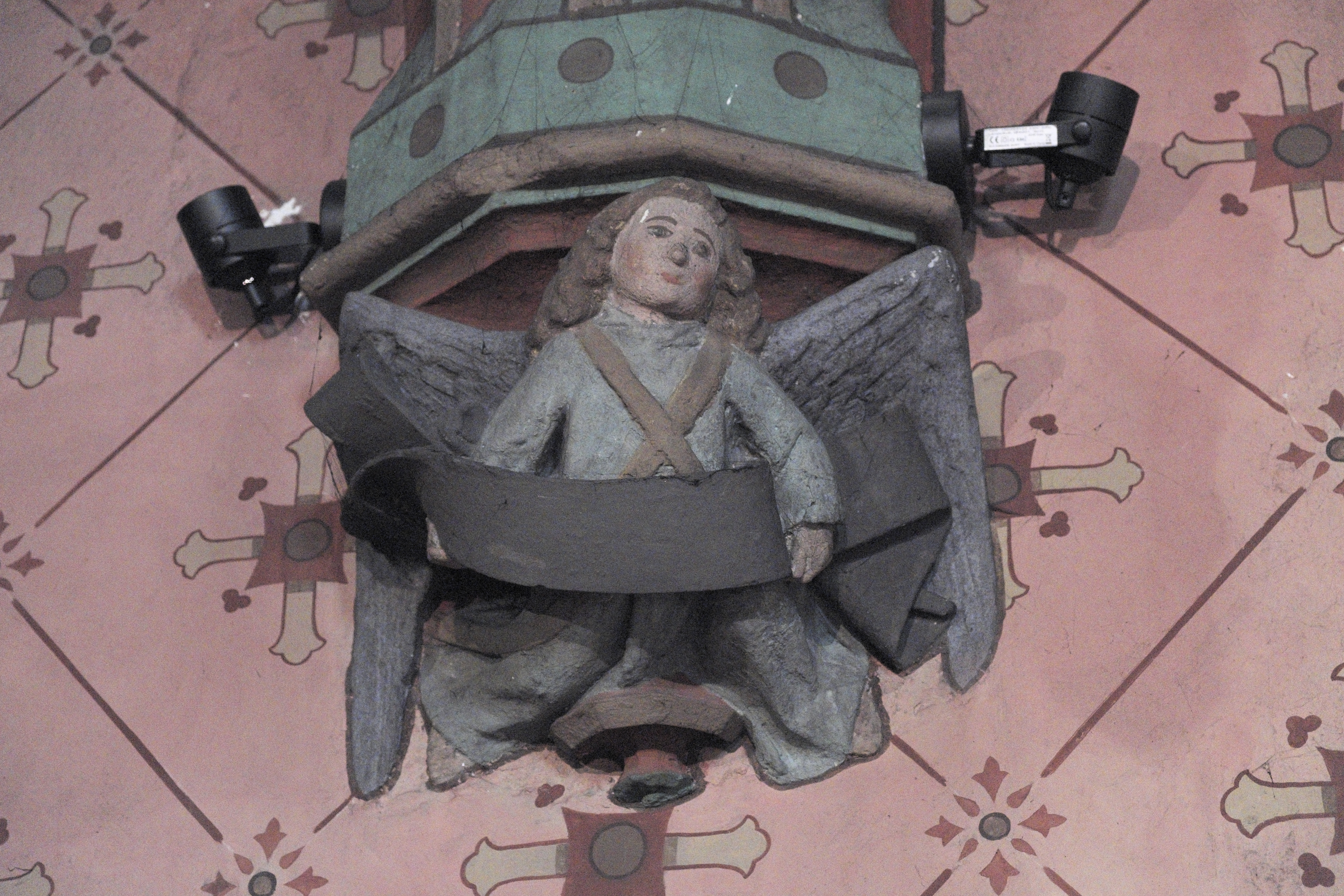
Mensch, Symbol des Evangelisten Matthäus

## Krypta

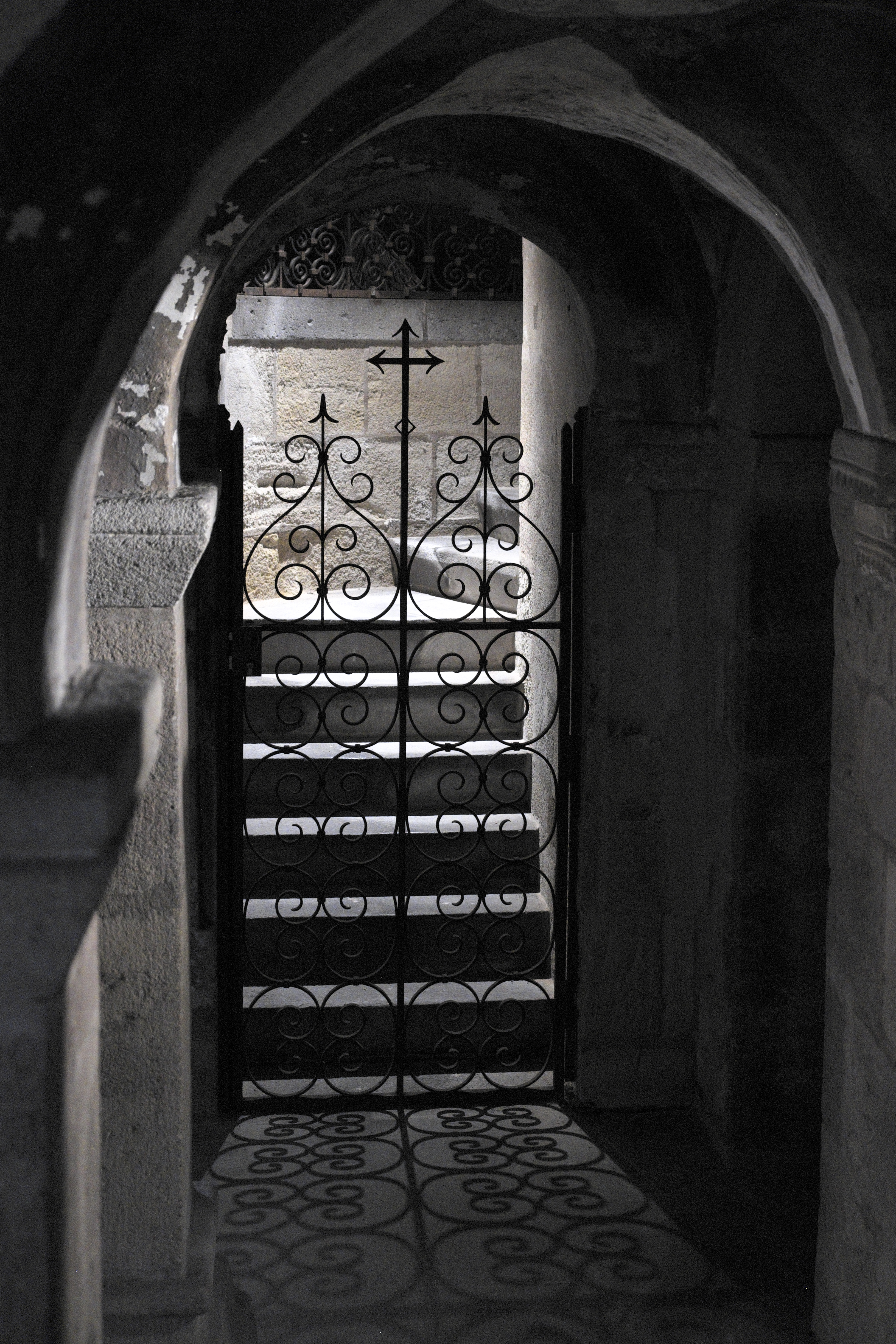
Krypta

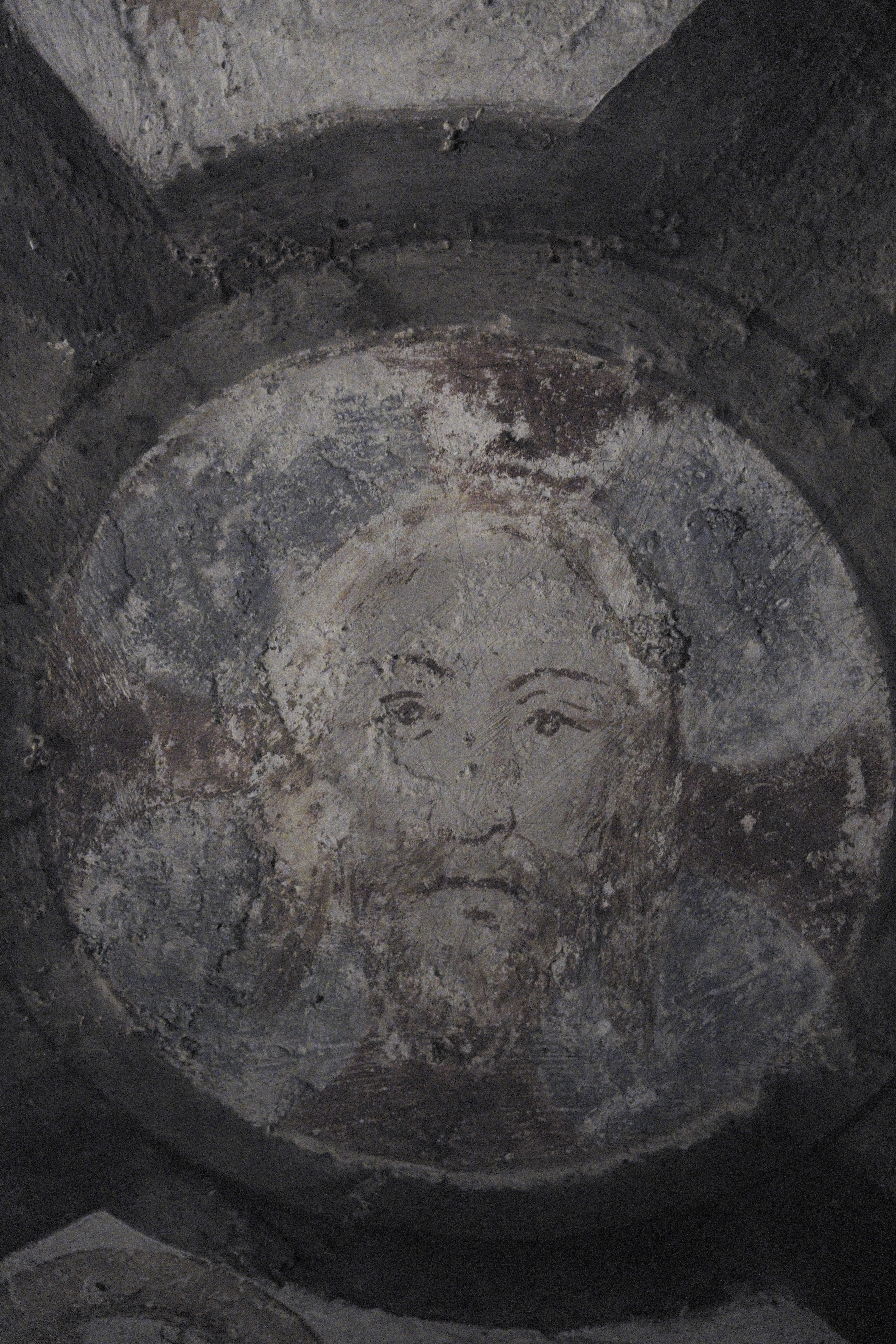
Christuskopf

Unter dem Chor wurde 1872 eine Krypta freigelegt, deren Datierung zwischen dem 9. und 11. Jahrhundert schwankt. Die dreijochige Krypta wird von Kreuzgratgewölben gedeckt, die auf Pfeilern aufliegen. Die Gewölbe wurden im 15. Jahrhundert mit Malereien überzogen, die 1899 restauriert wurden. Auf den schlecht erhaltenen Malereien sind ein Christuskopf mit Kreuznimbus, die Evangelistensymbole und Engel, die Spruchbänder mit den Anrufungen Mariens in lateinischer Sprache halten, zu erkennen. In der Krypta gab es eine Confessio, einen Raum unter dem Hauptaltar der Kirche, in dem die Reliquien von Märtyrern aufbewahrt wurden. Durch eine Öffnung in der Decke am Fuße des Altars konnte man die Reliquien sehen, von denen allerdings nichts mehr erhalten ist. 

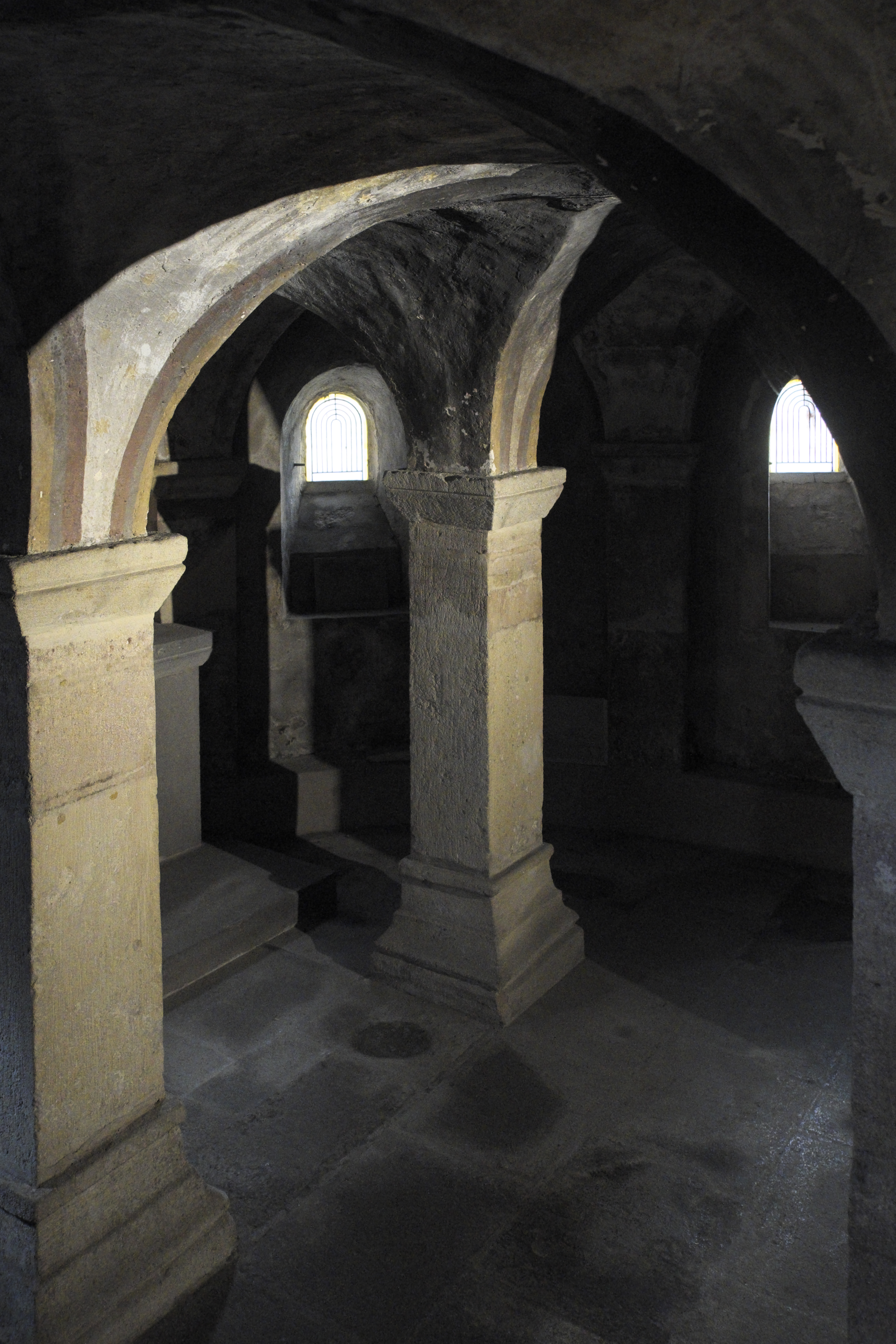
Krypta
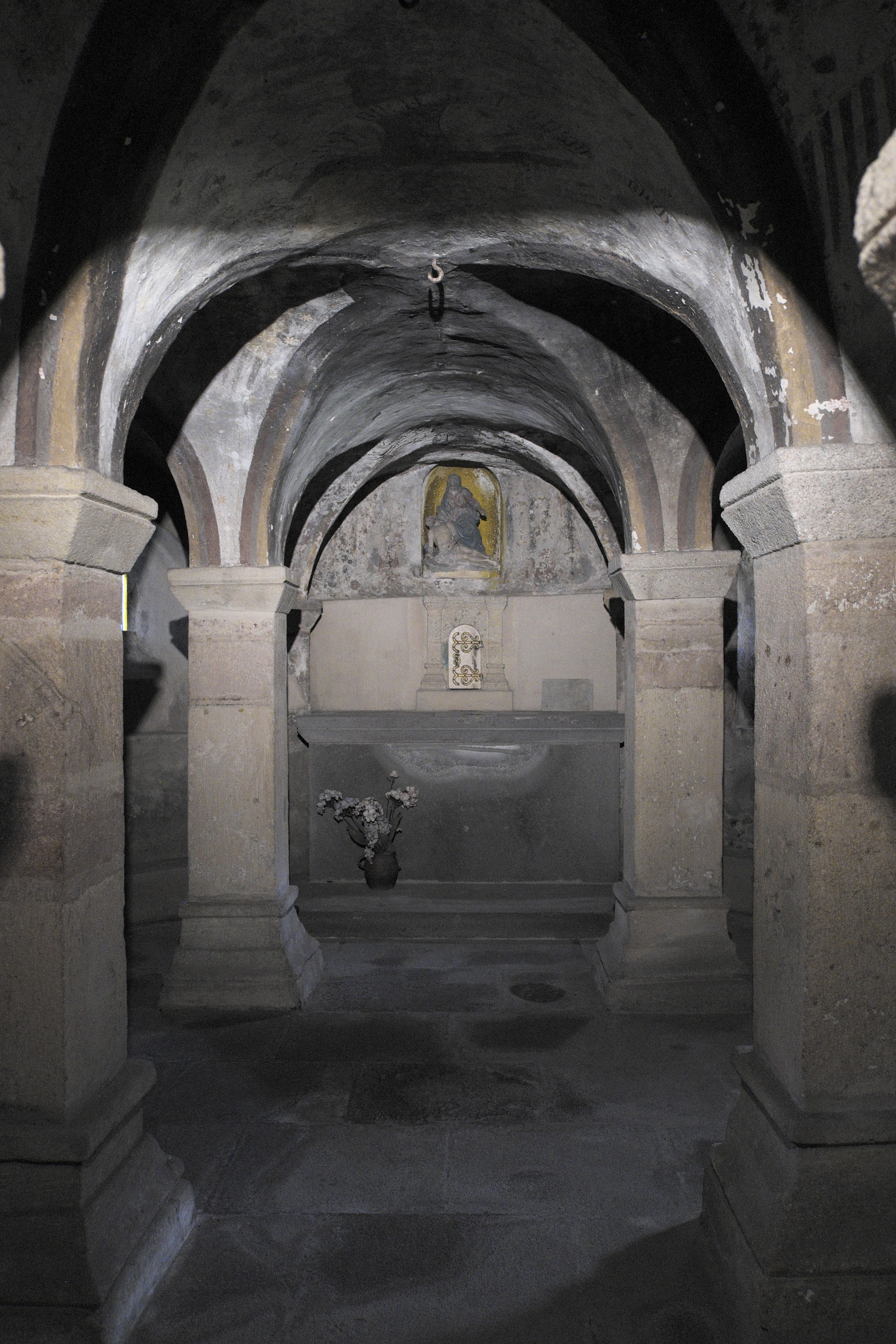
Krypta
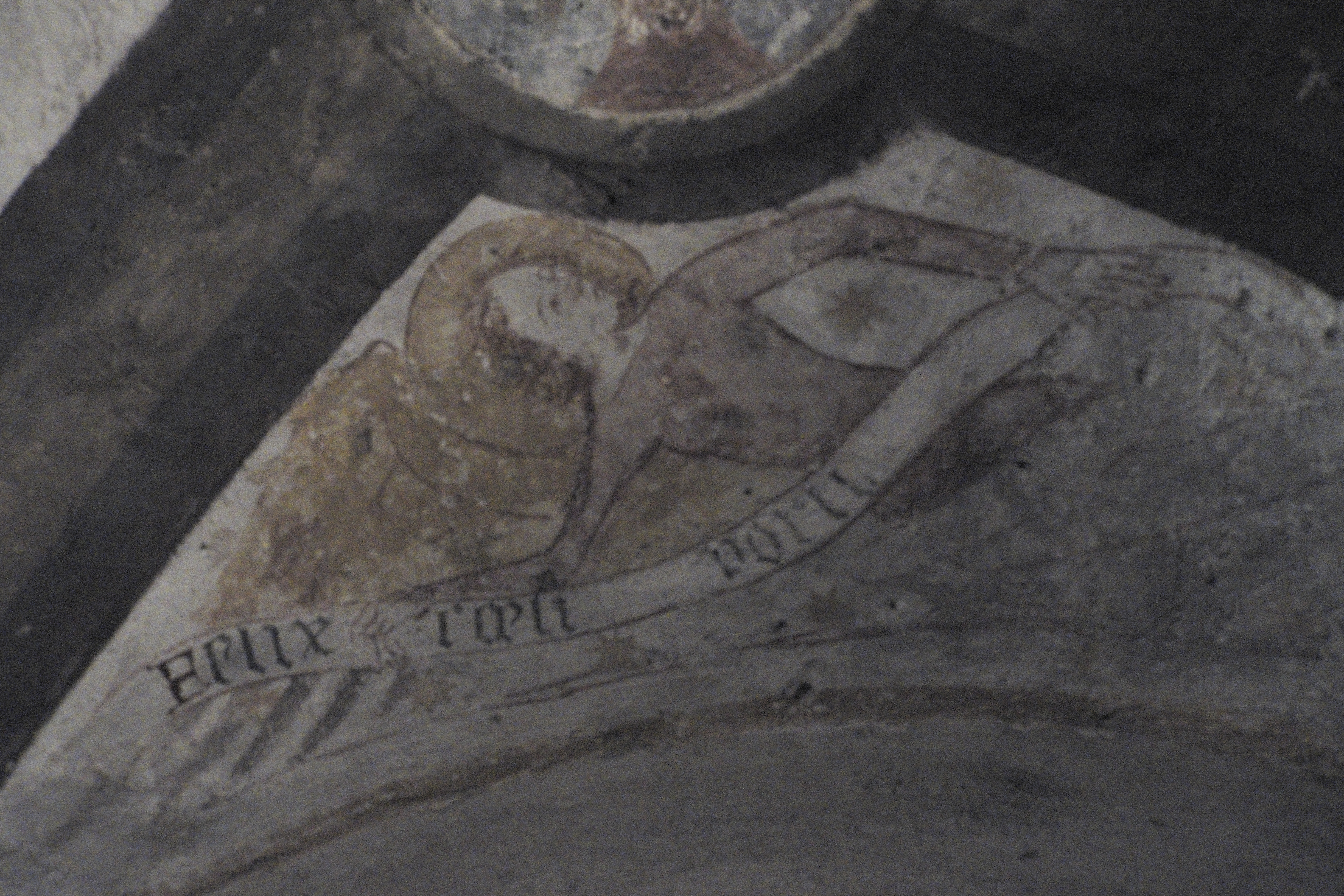
Deckenmalerei in der Krypta
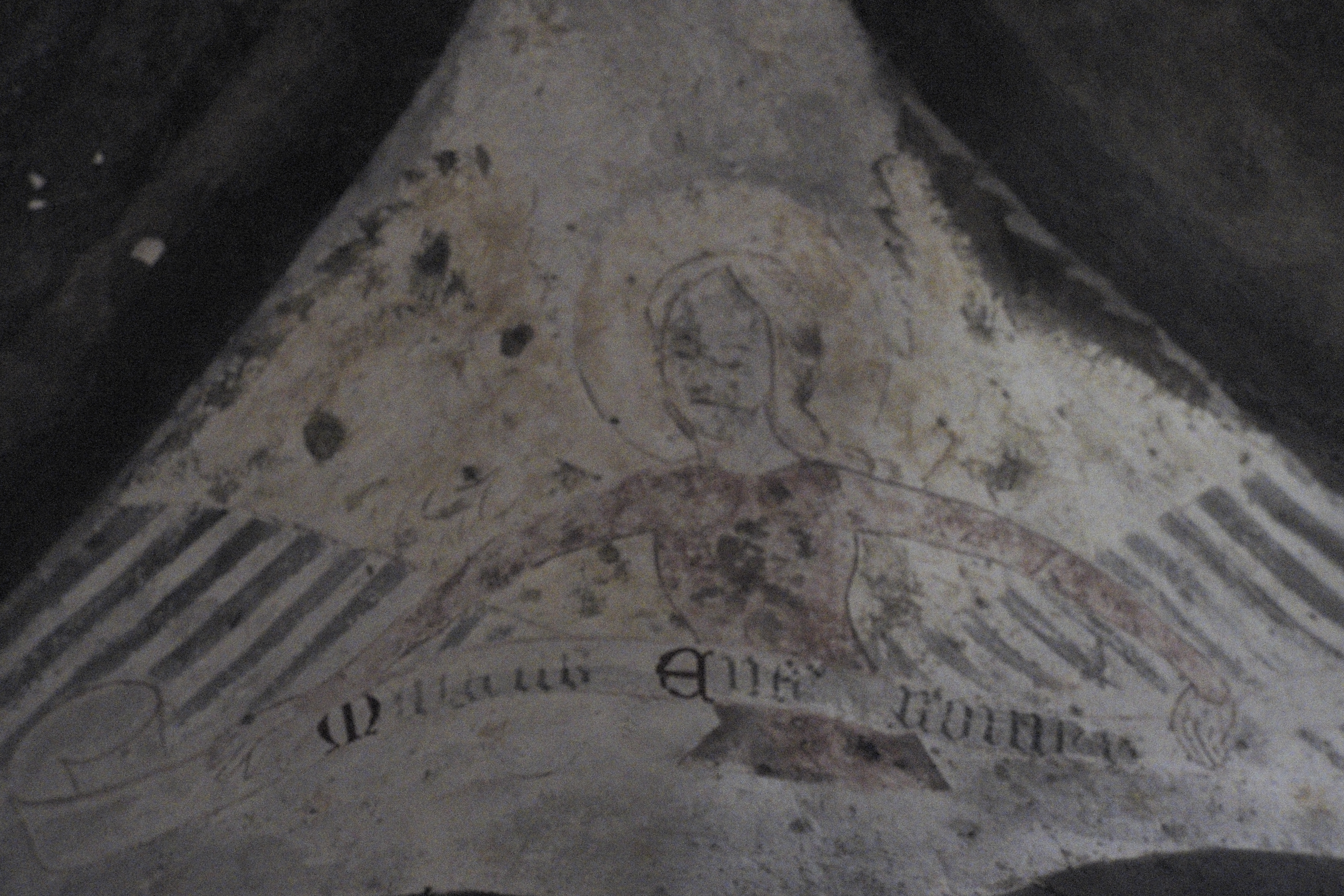
Deckenmalerei in der Krypta

## Ausstattung

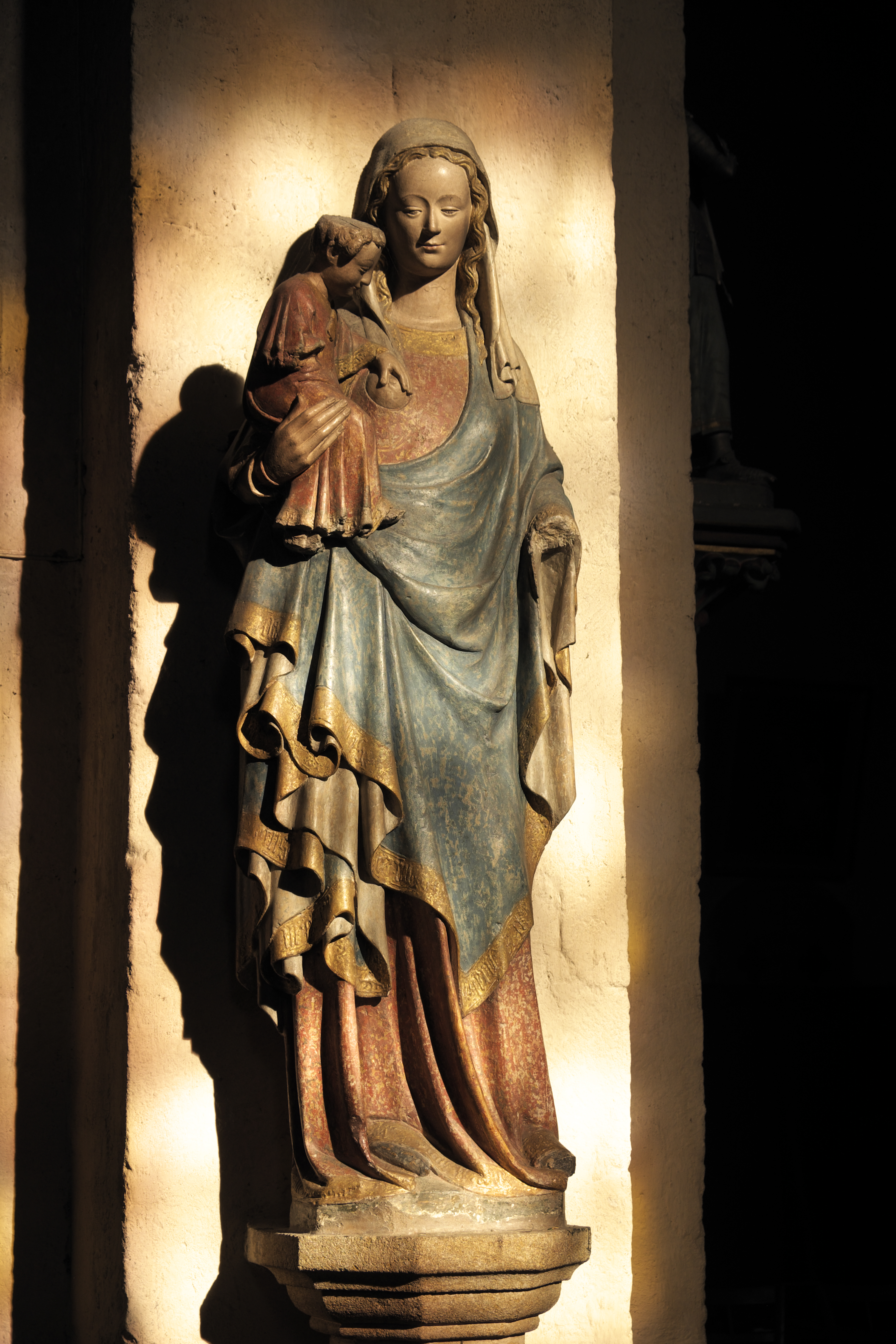
Madonna mit Kind

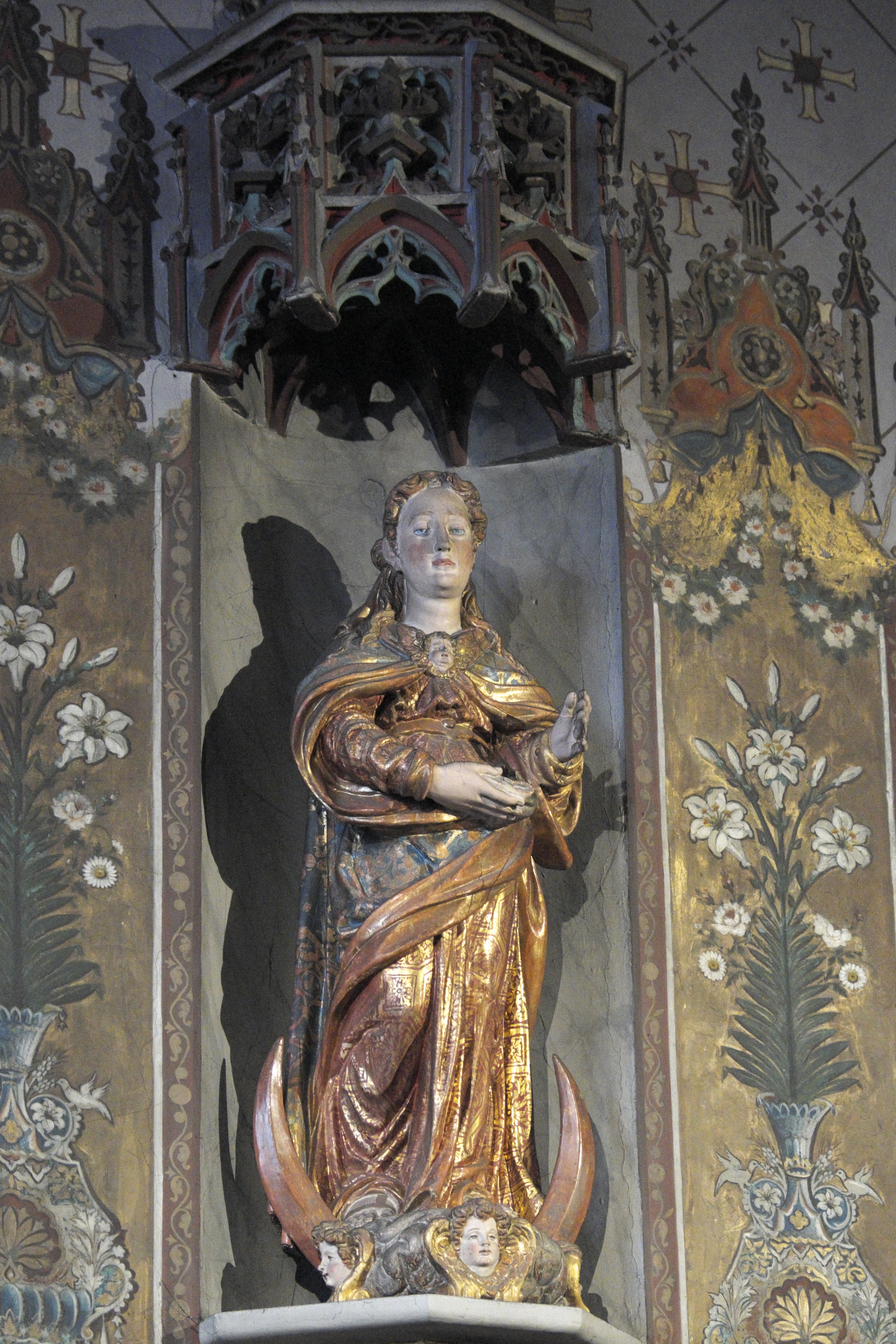
Mondsichelmadonna

Siehe auch: Liste der Monuments historiques (Objekte)
- Die farbig gefasste Steinfigur einer Madonna mit Kind stammt aus dem 15. Jahrhundert.[5]
- Die farbig gefassten Steinfiguren der heiligen Agnes von Rom[6] und des Johannes des Täufers[7] werden ebenfalls ins 15. Jahrhundert datiert.
- In der Marienkapelle und den beiden Bruderschaftskapellen der Querhausarme, der Kapelle der Rochusbruderschaft und der Kapelle der Corpus-Christi-Bruderschaft, sind kunstvoll geschnitzte Bänke für den Kirchenvorstand (banc d’œuvre) erhalten. Die Bank in der Marienkapelle[8] und die Bank der Corpus-Christi-Bruderschaft stammen aus dem 17. Jahrhundert, die Bank der Rochusbruderschaft ist mit der Jahreszahl 1897 bezeichnet.
- Die Kanzel wurde 1623 geschaffen. Der Kanzelkorb war ursprünglich mit den Schnitzfiguren der vier Evangelisten verziert, von denen einer gestohlen wurde.[9]
- Die holzgeschnitzte und vergoldete Mondsichelmadonna aus dem 18. Jahrhundert hielt vermutlich ursprünglich das Jesuskind im Arm.[10]
- Die Figurengruppe der Unterweisung Mariens ist wie die farbig gefassten Schnitzfiguren des Apostels Petrus[11] und des heiligen Rochus von Montpellier[12] eine Arbeit aus dem 18. Jahrhundert.
- Das Weihwasserbecken ist mit der Jahreszahl 1739 bezeichnet.[13]

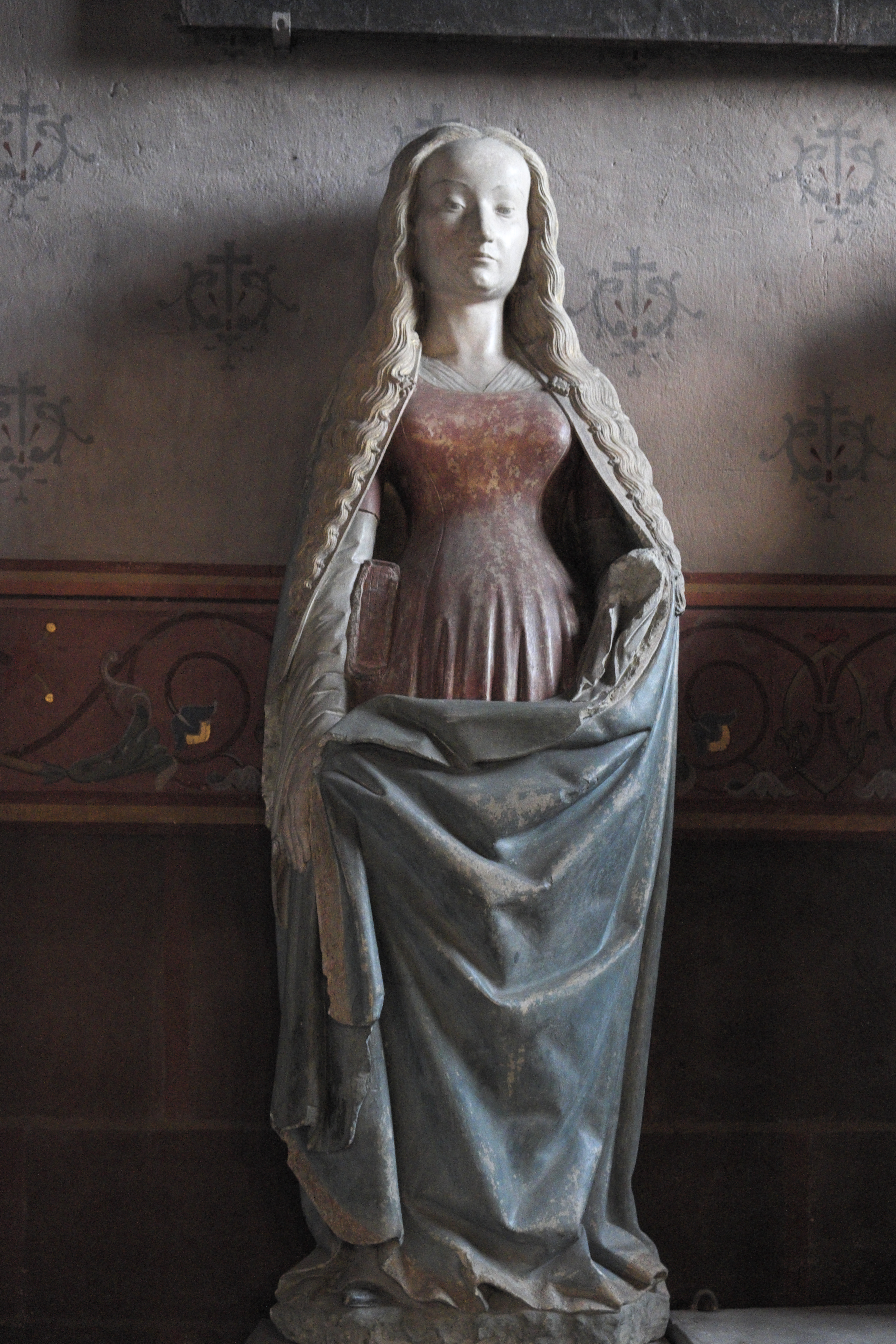
Heilige Agnes
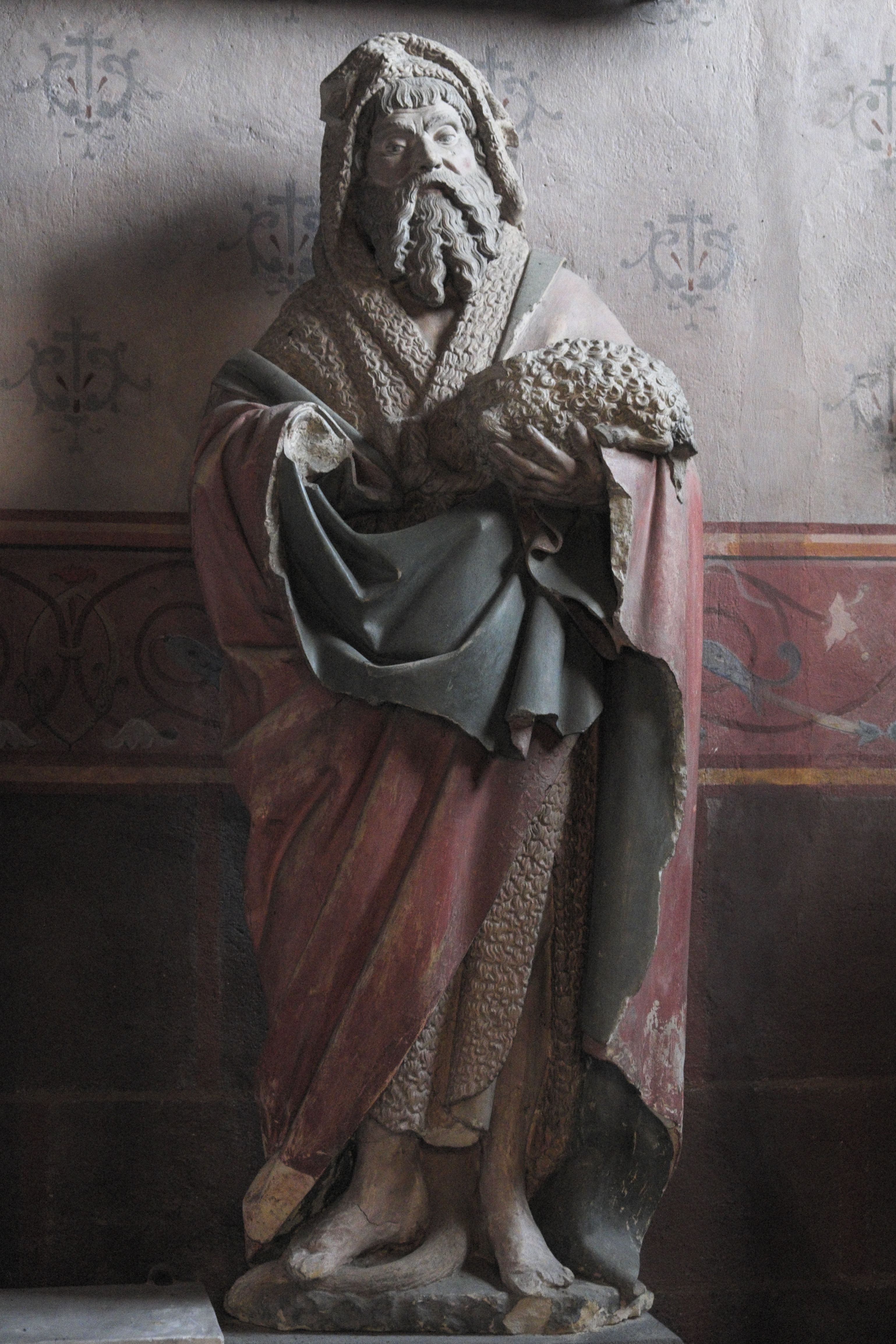
Johannes der Täufer
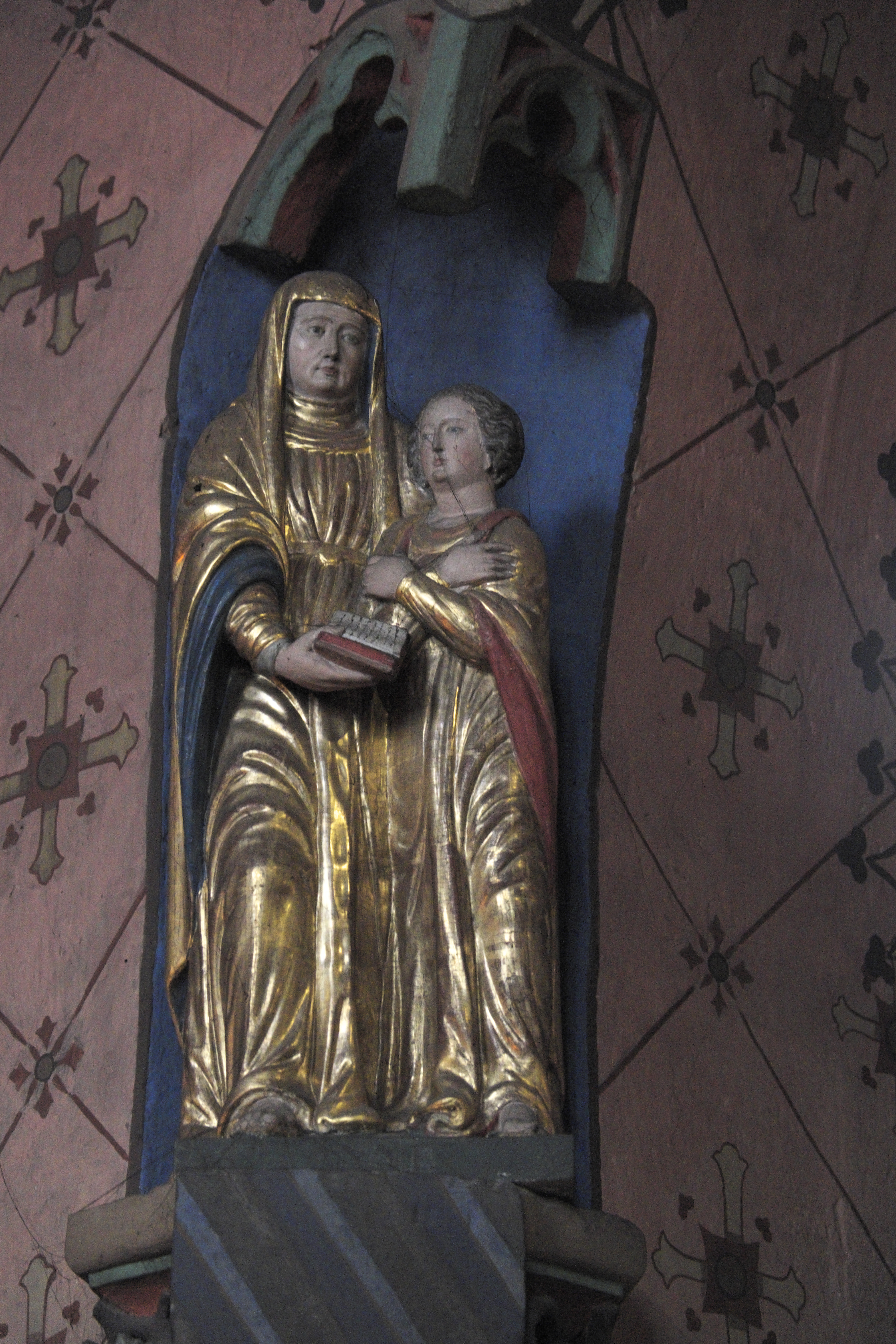
Unterweisung Mariens
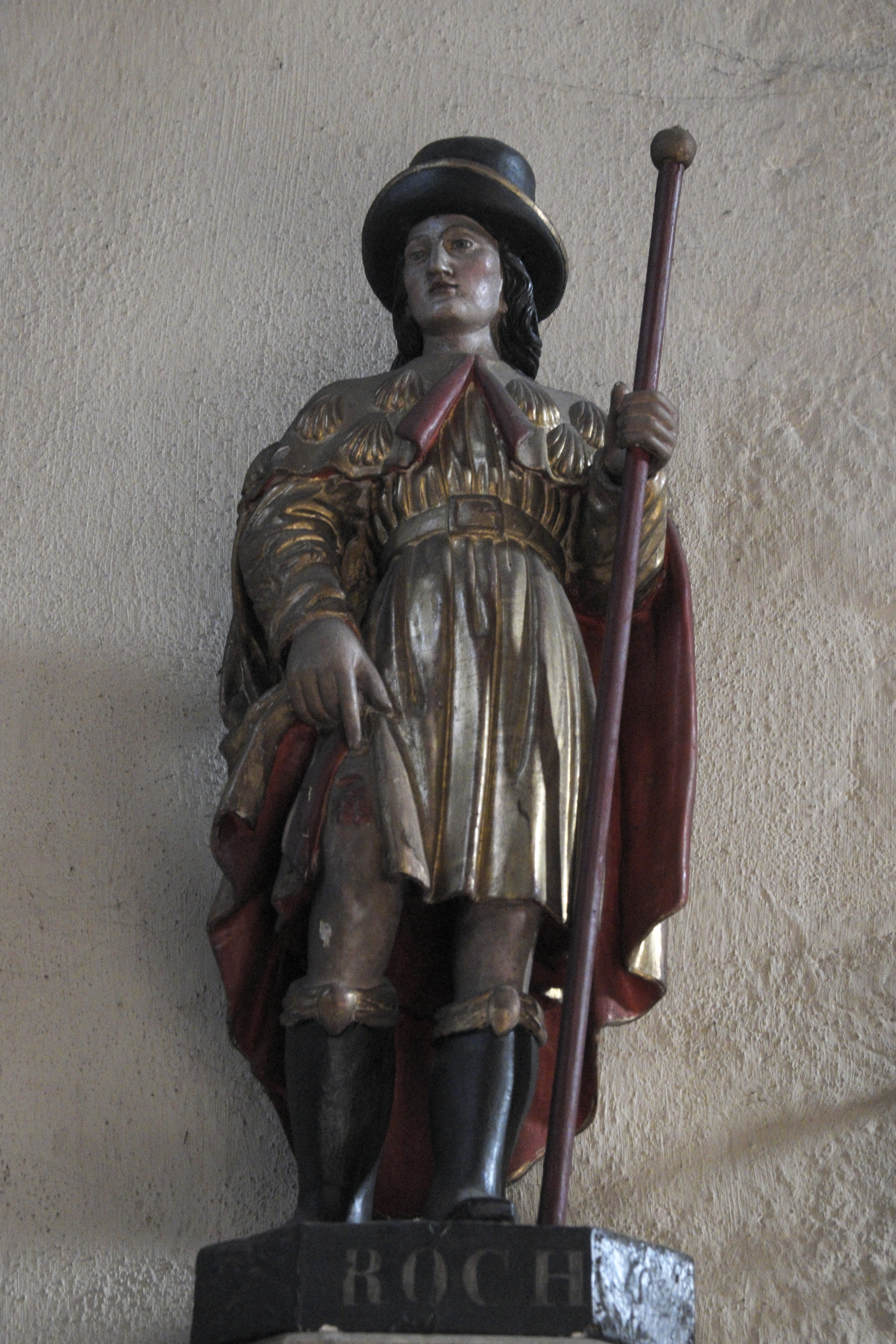
Heiliger Rochus